# 奇通阿
奇通阿（1701年—1763年），愛新覺羅氏，滿洲鑲藍旗人，清朝第九代和碩簡親王、鑲藍旗旗主，清朝宗室、大臣，歷任散秩大臣、管火器營大臣、掌宗人府事等要職，官至領侍衛內大臣、兼正紅旗滿洲都統。曾祖父為和碩鄭獻親王、定遠大將軍濟爾哈朗，祖父為奉恩武襄輔國公、副都統巴爾堪（贈和碩簡親王），父親則是襄愍輔國公、振武將軍巴賽（贈和碩簡親王，第十子），乾隆二十八年六月過世，享年63歲，諡號勤。

## 生平
雍正四年（1726年），八月三十日（10月11日），授為三等輔國將軍。九月，授正三品頭等侍衛。
雍正九年（1731年），十一月二十六日（12月24日），因其父副將軍、輔國公巴賽在和通泊之戰中戰死，因此由奇通阿承襲不入八分輔國公的爵位。
雍正十年（1732年），三月（4月），授予從二品散秩大臣職位。九月（10月），署理領侍衛內大臣。
乾隆元年（1736年），正月二十七日（3月9日），乾隆皇帝下旨給宗人府，命令輔國公奇通阿與履懿親王允祹、和恭親王弘晝、恭勤貝勒允祜、鑲黃旗滿洲都統查爾泰等人，分別前往裕憲親王福全等先人的園寢奠祭。四月十日（5月20日），奇通阿被任命為從一品正紅旗滿洲都統。
乾隆二年（1737年），二月十二日（3月12日），時任署理領侍衛內大臣兼正紅旗滿洲都統的奇通阿，被任命兼管火器營大臣事。十一月十四日（1738年1月3日），朝廷議准奇通阿的疏請，若是沒有大員管轄的城門尉、防守尉等官員，在遇到父母過世時，可以申報兵部，以獲得喪假百日，以便回旗治喪。
乾隆三年（1738年），十二月（1739年1月），奇通阿被實授為正一品領侍衛內大臣。
乾隆八年（1743年）， 四月十八日（5月11日），未入八分輔國公奇通阿的嫡長子，時年21歲的豐訥亨被封為三等輔國將軍。
乾隆十三年（1748年），乾隆帝認為奇通阿不夠勝任領侍衛內大臣的職務，因此把他革職，改為署理領侍衛內大臣行走一職。
乾隆十七年（1752年），十月（11月），奇通阿承襲了和碩簡親王爵位，成為第九代簡親王。而簡親王原本是由濟爾哈朗的次子濟度一支繼承，但傳承到第七代簡親王，濟度的孫子神保住時，在乾隆十三年（1748年）因恣意妄為，以致兩目成眚，又虐待兄長女兒，因此被乾隆皇帝下令削爵，改由濟爾哈朗的弟弟靖定貝勒費揚武的曾孫、貝子福存的兒子德沛承襲第八代簡親王，但因其無嗣，因此過世後便改由身為濟爾哈朗曾孫的奇通阿繼承親王爵位。
乾隆二十一年（1756年），六月（7月），簡親王奇通阿改為以正紅旗滿洲都統的身分去兼任宗人府宗令。負責修輯玉牒，奠昭穆，序爵祿，麗派別，申教誡，議賞罰，承陵廟祀等事務。
乾隆二十二年（1757年），正月六日（2月23日），奇通阿和一等忠勇公、保和殿大學士傅恒一同兼任玉牒館正總裁，而多羅理郡王弘㬙、奉恩輔國公弘晥、協辦大學士、禮部尚書蔣溥、禮部左侍郎介福這四人，則是擔任副總裁一職。